# 숀 영
숀 영(Sean Young, 1959년 11월 20일 ~ )은 미국의 배우이다.

## 출연 작품
- 괴짜들의 병영 일지 (1981)
- 블레이드 러너 (1982)
- 듄 (1984)
- 노 웨이 아웃 (1987)
- 월 스트리트 (1987)
- 밀애 (1989)
- 에이스 벤츄라 (1994)
- 지킬 박사와 미스 하이드 (1995)
- 블레이드 러너 2049 (2017)